# Stata
STATA là một bộ chương trình sử dụng trong Kinh tế Lượng và thống kê. STATA sử dụng các lệnh trực tiếp, có thể vào mỗi lệnh ở một thời điểm để thực hiện (chế độ này được người mới bắt đầu ưa thích) hoặc có thể soạn thảo thành một chương trình bao gồm nhiều lệnh cho một nhiệm vụ và thực hiện cùng một lúc. Thậm chí nếu mắc lỗi trong chương trình thì có thể nhận biết và sửa chữa dễ dàng.

## Các lệnh cơ bản
Các lệnh sau đây được trình bày theo thứ tự từ dễ đến khó, theo trình tự của người học:
- Set mem: thiết lập bộ nhớ. Thông thường là 100MB, nếu file dữ liệu (database) cần xử lý lớn, cần tăng bộ nhớ lên.
- Use: mở file.dta (file dữ liệu của stata)
- Insheet using: mở file không thuộc dạng dữ liệu của stata, ví dụ file excel.

## Đặc điểm
·       Về sử dụng: STATA là một bộ chương trình mà nhiều người mới bắt đầu và sử dụng mạnh đều ưa thích vì nó vừa dễ học có nhiều khả năng STATA sử dụng các lệnh trực tiếp, có thể vào mỗi lệnh ở một thời điểm để thực hiện (chế độ này được người mới bắt đầu ưa thích) hoặc có thể soạn thảo hành một chương trình bao gồm nhiều lệnh cho một nhiệm vụ và thực hiện cùng một lúc. Thậm chí nếu mắc lỗi trong chương trình thì có thể nhận biết và sửa chữa dễ dàng.
·       Về quản lý dữ liệu: STATA hoàn toàn không có khả năng quản lý dữ liệu mạnh như SAS, nhưng các lệnh quản lý dữ liệu của nó vẫn có nhiều sức mạnh, lại rất đơn giản. Chúng cho phép thực hiện các thao tác phức tạp về dữ liệu một cách dễ dàng. Tuy nhiên, một thời điểm STATA chỉ làm việc được với một file dữ liệu, vì vậy những nhiệm vụ xử lý cần nhiều file dữ liệu cùng một lúc đối với STATA là phức tạp hơn. Với việc đưa vào bộ giải phóng STATA /Se, số lượng biến có thể có đến 32.768 biến trong một file dữ liệu STATA, và kích cỡ của file cũng chỉ phụ thuộc vào dung lượng đĩa cứng.
·       Về phần tích thống kê:
- Sức mạnh lớn nhất của STATA là hồi qui (rất dễ sử dụng các công cụ đoán nhận hồ quy), hồi quy logistic (những tố sang trại làm đơn giản hoá việc giải thích kết quả hồi quy Logistic, còn hồi quy Logistic thứ tự và hồi quy logistic phạm trù là rất dễ thực hiện) SATA cũng có nhiều phương pháp ước lượng Trọ Thị rất dễ sử dụng, bao gồm cả hồi quy mạnh và hồi quy với sai số chuẩn mạnh, và nhiều lệnh ước lượng khác kem theo sai số chuẩn mạnh.
-  STATA cũng trội hơn về lĩnh vực phân tích dữ liệu theo lược đồ mẫu, cho khả năng áp dụng chúng trong phân tích số liệu điều tra bởi các công cụ hồi quy, hồi quy logistic, hồi quy poison, hồi quy probit,.. Điểm yếu nhất là khả năng phân tích phương sai và phân tích nhiều chiều truyền thống như phân tích phương sai nhiều chiều, phân tích nhóm tổ
·       Về vẽ đồ thị: STATA cho một sự kết hợp tốt giữa việc dễ sử dụng và sức mạnh phân tích. Tuy STATA dễ học và cũng có những công cụ mạnh về quản lý dữ liệu, nhưng cũng như đã nêu trong phần phân tích, có một số thủ tục thống kê trong STATA cũng bị cắt bỏ. Trong STATA khả năng tải các chương trình phát triển bởi những người sử dụng khác về là dễ dàng và đồng thời có khả năng tạo ra các chương trình riêng của người sử dụng, để chúng trở thành một bộ phận của STATA.